# Lina El Arabi
Lina El Arabi (1996) is een Franse actrice.

## Biografie
Lina El Arabi, een studente journalistiek aan het Institut Européén de Journalisme de Paris, volgde theaterlessen aan het Conservatoire du 20e arrondissement à Paris, aan het Cours Florent (2009) en het Théâtre Villejuif (2004-2005). El Arabi werd genomineerd als beste beloftevolle actrice op het Festival van Cabourg 2015 voor haar rol in de kortfilm Sans le gants. Haar doorbraak kwam er in 2016 met de hoofdrol in de tv-film Ne m'abandonne pas, als Chama, een geradicaliseerde moslima. Voor haar hoofdrol in de film Noces ontving ze in 2016 de prijs van beste actrice op het Festival du film francophone d'Angoulême. In 2016 werd ze geselecteerd als jurylid voor de competitie van het Film Fest Gent.
In 2019 acteerde ze in de Netflix-serie Family Business.

## Filmografie
- Noces (2016) - Zahira Kazim
- Ne m'abandonne pas (tv-film, 2016) - Chama
- La Déesse aux cent bras (tv-film, 2014) - Malika
- Sans le gants (kortfilm, 2013) - Samia
- Parle tout bas si c'est d'amour (2011) - Charlotte
- Family Business (2019) - Aïda Benkikir
- Les Meilleures (2021) - Nedjma
- Divertimento (2022) - Fettouma Ziouani
- Furies (2024) - Lyna Guerrab